# Únik (film)
Únik (v originále L'Esquive) je francouzský hraný film z roku 2003, který režíroval Abdellatif Kechiche podle vlastního scénáře. Snímek měl světovou premiéru na filmovém festivalu Entrevues v Belfortu dne 25. listopadu 2003.

## Děj
V bytovém domě na pařížském předměstí nacvičují teenageři pro svůj kurz francouzštiny pasáž z Marivauxovy Hry o lásce a náhodě. Abdelkrim, známý jako Krimo, nebyl původně součástí skupiny; ale když se zamiluje do jedné z dívek, Lydie, podaří se mu získat roli Harlekýna. Jeho nevhodné chování ale zpochybní jeho účast na školním představení, stejně jako jeho plány s Lydií.

## Obsazení
| Osman Elkharraz   | Krimo                  |
| Sara Forestierová | Lydia                  |
| Sabrina Ouazani   | Frida                  |
| Nanou Benhamou    | Nanou                  |
| Hafet Ben-Ahmed   | Fathi                  |
| Aurélie Ganito    | Magalie                |
| Carole Franck     | učitelka francouzštiny |
| Hajar Hamlili     | Zina                   |
| Rachid Hami       | Rachid                 |
| Meryem Serbah     | Krimova matka          |
| Hanane Mazouz     | Hanane                 |
| Sylvain Phan      | Slam                   |
| Reinaldo Wong     | krejčí                 |

## Ocenění
- Filmový festival Entre vues v Belfortu: Velká cena za francouzský hraný film, Cena diváků
- César: nejlepší film, nejlepší režie (Abdellatif Kechiche), nejlepší původní scénář nebo adaptace (Abdellatif Kechiche a Ghalia Lacroix), nejslibnější herečka (Sara Forestierová)